# Pióro (kwartalnik)
Pióro – polski kwartalnik literacki wydawany w latach 1938–1939 przez Józefa Czechowicza.
Program literacki kwartalnika opracował Ludwik Fryde, inspirując się ideami poezji czystej i literatury kreacyjnej. Ukazały się tylko dwa numery pisma. W piśmie pojawiły się m.in. wiersze Juliana Przybosia, Jerzego Zagórskiego, Józefa Czechowicza i Aleksandra Rymkiewicza, eseje Stanisława Ignacego Witkiewicza, Ludwika Fryde (o Ferdydurke i Julianie Tuwimie), Jerzego Zagórskiego (o Juliuszu Słowackim) oraz przekłady.